# La Democracia (Escuintla)
La Democracia – miasto w południowej Gwatemali, w departamencie Escuintla, 32 km na południowy zachód od stolicy departamentu miasta Escuintla. Miasto leży na nizinie około 40 od  wybrzeża  Pacyfiku.  Według danych szacunkowych w 2012 roku liczba ludności miasta wyniosła 6913 mieszkańców.

## Gmina La Democracia
Jest siedzibą władz gminy o tej samej nazwie, która w 2012 roku liczyła 25 446 mieszkańców. Gmina jak na warunki Gwatemali jest średniej wielkości, a jej powierzchnia obejmuje 320 km².